# Idealism transcendental
Idealismul transcendental este un termen aplicat în epistemologie de către filozoful de origine germană Immanuel Kant, care susține că sinele uman sau egoul transcendental construiește cunoașterea din două elemente: intuiții empirice (experiențe senzoriale) și concepte ale intelectului, numite și categorii. Idealismul kantian este în opoziție cu alte două teorii filozofice - idealismul problematic cartezian centrat pe ideea că existența materiei poate fi pusă la îndoială, respectiv idealismul berkeleyan, care arată că lucrurile materiale nu constau decât din idei, aflate fie în spiritul lui Dumnezeu, fie în spiritele agenților conștienți pe care el i-a creat. Kant consideră că ideile, materia brută a cunoașterii, există oarecum independent de mintea umană; iar ele ca lucruri-în-sine trebuie să rămână veșnic imposibil de cunoscut. Idealismul transcendental a rămas o mișcare semnificativă în filozofie, dând mai târziu naștere unor curente de influență kantiană, respectiv neokantianismului.

## Origini
Deși a influențat dramatic cursul filozofiei germane, interpretarea acestui concept a fost subiectul unor dezbateri între filozofii secolului XX. Kant l-a descris pentru prima dată în Critica Rațiunii Pure și l-a modificat astfel încât să nu fie identificat cu realismul sau idealismul, însă filozofii n-au găsit elemente suficiente care să distingă mișcarea kantiană de restul pozițiilor. Idealismul transcendental a fost eticheta adoptată filozofii post-kantieni precum Fichte, Schelling, Schopenhauer, și Husserl în secolul XX.

## Kant
Probabil teza centrală și cea mai controversată a lucrării Critica Rațiunii Pure este aceea că ființele umane experimentează doar aparența (obiectul ca fenomen), nu lucruri-în-sine; iar spațiul și timpul sunt doar forme subiective ale intuiției umane. Kant numește această idee idealism transcendental. El descrie ideea de filosofie transcendentală în prima ediție astfel:
„Experiența este fără îndoială primul rezultat pe care-l produce intelectul nostru, prelucrând materialul brut al senzațiilor. Prin aceasta, însăși ea este prima învățătură, și în dezvoltarea ei este atât de inepuizabilă în învățăminte noi, încât viețile legate succesiv ale tuturor generațiilor viitoare nu vor duce niciodată lipsă de cunoștințe noi care pot fi adunate pe acest teren. Totuși ea nu este nici pe departe singurul domeniu în care se lasă restrâns intelectul nostru. Ea ne spune, ce-i drept, ce există, dar nu că trebuie să existe în mod necesar așa și nu altfel. Tocmai de aceea ea nu ne dă o universalitate adecvată, iar rațiunea, care e atât de avidă de astfel de cunoștințe, este mai mult excitată de ea decât satisfăcută. Astfel de cunoștințe universale, care au totodată caracterul necesității interne, trebuie să fie, independent de experiență, clare și certe prin ele înșele; de aceea ele se numesc cunoștințe a priori; dimpotrivă, ceea ce este obținut numai din experiență nu este cunoscut, cum se spune, decât a posteriori sau empiric. Dar, ceea ce e foarte demn de remarcat, se vădește că și printre experiențele noastre se amestecă cunoștințe care trebuie să aibă originea a priori și care servesc poate numai pentru a procura o legătură reprezentărilor simțurilor noastre. Căci dacă eliminăm din cele dintâi tot ce aparține simțurilor, rămân totuși anumite concepte originare și judecăți produse de acestea, care să se fi format cu totul a priori, independent de experiență, fiindcă fac să se poată spune sau cel puțin să se creadă că se poate spune despre lucrurile care apar simțurilor mai mult decât ar învață simpla experiență, și ca anumite aserțiuni să cuprindă adevărata universalitate și necesitate strictă, ceea ce numai cunoașterea empirică nu poate procura”.
Kant introduce idealismul transcendental în secțiunea esteticii transcendentale și dezvoltă următoarele idei: 
- Într-un anumit sens, ființele umane nu sunt capabile să cunoască lucrul-în-sine, ci doar doar obiectele ca fenomene.
- Spațiul și timpul nu sunt lucruri-în-sine sau determinații ale lor.
- Spațiul și timp sunt doar forme pure ale sensibilității
- Spațiul și timpul sunt empiric reale, adică tot ce ne reprezentăm este în timp și spațiu[4].

Problema legată de aceste afirmații apare odată cu interpretarea lor deoarece nu există o interpretare standard a idealismului kantian. Există două moduri de interpretare care au devenit influente în timp. Prima este cea tradițională și consideră mișcarea centrată în esența pe teza metafizică care operează o distincție între două clase de obiecte: fenomen și lucru-în-sine. Spre deosebire de prima, cea de-a doua se preocupă de două aspecte diferite ale aceleiași clase de obiecte (apariția ca fenomen și imposibilitatea cunoașteri lucrului-în-sine ), fără să considere că există două grupuri de obiecte.
Critica sa este o filozofie transcendentală care se întemeiază pe posibilitatea metafizicii. Problema centrală a filosofiei transcendentale, în acest sens al termenului, este explicarea posibilității cunoștințelor sintetice a priori: „Numesc transcendentală orice cunoaștere care se ocupă în genere nu cu obiecte, ci cu modul nostru de cunoaștere a obiectelor întrucât acesta este posibil a priori. Un sistem de astfel de concepte s-ar numi filosofie transcendentală”.

## Schopenhauer
Pentru scurt timp, Schopenhauer a descris idealismul transcendental drept distincția dintre fenomen și lucru-în-sine, și a recunoscut că doar fenomenul ne este accesibil nouă deoarece „cunoaștem lucrurile doar așa cum ne apar”.
„Transcendentală este filozofia prin care conștientizăm faptul că legile esențiale ale lumii își au originea în creierul nostru și anume a priori. Este numită transcendentală pentru că depășește granițele acelei origini fantasmagorice. Astfel, după cum am spus, doar Critica Rațiunii Pure și în genere filozofia critică poate fi transcendentală”.

## Realismul
În opoziție cu idealismul transcendental kantian găsim doctrina realismului a cărui punct de vedere este acela că lumea poate fi cunoscută așa cum este, fără să existe o așa-zisă aparență și necesitatea unei metode speciale prin intermediul căreia să cunoști lumea exterioară. Această mișcare a fost întemeiată de filozofi precum Bertrand Russell, G. E. Moore, Ralph Barton Perry și Henry Babcock Veatch. Realismul susține, în contrast cu idealismul - dar nu neapărat cu cel transcendental - că lucrurile sunt așa cum le percepem, independente de mintea subiectului.